# Marie Calma-Veselá
Marie Calma-Veselá (Unhošť, 8 de setembre de 1881 - Praga, 7 d'abril de 1966) va ser una escriptora, traductora i cantant txeca (soprano), la principal organitzadora d'esdeveniments culturals al balneari de Luhačovice.
El 1908 es va casar amb František Veselý (1862-1923), que va fundar l'empresa del balneari de Luhačovice. Allà va conèixer Leoš Janáček, i la seva empresa va donar suport a la presentació de l'òpera Jenůfa el 1916 al Teatre Nacional de Praga. El 1921 va ser la soprano creadora del paper de Kàtia de Kàtia Kabànova.